# Gerhard E. Herberich
Gerhard Edwin Herberich (* 24. November 1936 in Waldshut, Hochrhein) ist ein deutscher Chemiker und emeritierter Professor für Anorganische Chemie der RWTH Aachen.

## Leben und Werk
Herberich studierte Chemie zunächst an der Technischen Hochschule Karlsruhe. Er wechselte nach dem Vordiplom 1958 an die Universität München in die Arbeitsgruppe von Ernst Otto Fischer, wo er 1962 promovierte. Nach einer Postdoktorandenzeit an der University College London bei Jim Millen (1923–1999) und einem Aufenthalt am Physikalischen Institut der Albert-Ludwigs-Universität Freiburg i. Br. bei Helmut Dreizler und Heinz Dieter Rudolph (* 1924) folgte 1967 die Habilitation an der Technischen Hochschule München. Er erhielt von 1971 bis 1973 ein Karl-Winnacker-Stipendium und 1973 den Chemie-Preis der Akademie der Wissenschaften zu Göttingen. 1973 folgte Herberich einem Ruf an die RWTH Aachen, wo er 2003 emeritiert wurde.
Der Schwerpunkt seiner Arbeit lag auf dem Gebiet der Organobor-Verbindungen. 1970 entdeckte Herberich das erste Derivat des Borabenzols und den ersten Komplex eines planaren, klassischen Bor-Kohlenstoff-Systems. Er entdeckte mit J. Hengesbach den Tripeldeckerkomplex, in dem erstmals ein Borol-Ring als Ligand fungierte. Herberich gelang ein synthetisch effizienter Zugang zu Dihydroborolen, Borol-Dianionen und Borol-Komplexen, deren metallorganische Folgechemie er in vielfältiger Weise untersuchte.
1973 erhielt er den Chemie-Preis der Akademie der Wissenschaften zu Göttingen.